# Jan Hulsker
Jan Hulsker (né à La Haye, 2 octobre 1907 et décédé à Victoria (Canada), 9 novembre 2002) était un historien de l'art néerlandais, spécialiste de la vie et de l'œuvre du peintre Vincent van Gogh.

## Biographie
Jan Hulsker a étudié la littérature néerlandaise à Leiden et a obtenu son doctorat avec une thèse sur l'écrivain Aart van der Leeuw. Il a commencé sa carrière comme enseignant et en tant que critique d'art pour divers journaux. A l'occasion de la commémoration du centenaire de la naissance de Vincent van Gogh, Hulsker réalise un documentaire sur la vie de Van Gogh en 1953. Cette même année il entre au ministère de la Culture, des Loisirs et de l'Action sociale, où il est nommé chef du département des arts. De 1959 jusqu'à sa retraite en 1972, il est directeur général des affaires culturelles. Il a été cofondateur du musée Van-Gogh à Amsterdam et du musée de la littérature néerlandaise à La Haye.
Hulsker a répertorié chronologiquement toutes les œuvres (peintures à l'huile, aquarelles et dessins) de Van Gogh, offrant ainsi une alternative au catalogue raisonné de de la Faille paru en 1928.